# 위키트리
위키트리(WikiTree)는 위키 기반 뉴스사이트로, 2010년 2월 1일 시작하였다. 크리에이티브 커먼즈 저작자표시-동일조건변경허락 2.0으로 배포된다.
위키트리는 (주)소셜뉴스의 공훈의 대표이사가 주도하여 설립한 위키 사이트로서, 인터넷 신문의 내용 및 형태를 취하고 있다는 점이 특징이다. 2011년 1월 11일 기준 문서 수가 2만 6천여 개를 상회하고 있다.

## 역사
2010년 2월 1일, (주)소셜뉴스는 부산일보, 경인일보, 매일신문, 광주일보, 대전일보, 경남신문, 강원일보, 전북일보, 제주일보 등 한국지방신문협회 소속 9개 신문사와 제휴를 맺은 상태에서 SNS 기반의 위키트리를 개설했다.
2015년 2월부터 구글 뉴스와 검색 제휴를 시작했으며, 같은해 7월 22일부터 네이버 뉴스스탠드 서비스를 시작하였다.
2017년 2월 1일부터 구글 뉴스스탠드에 뉴스기사를 제공하기 시작했다.
2020년 1월 29일에 일반 편집자들이 기사를 올릴 수 있는 위키기자 서비스를 종료했다.

## 특징
위키기자 서비스를 시행하고 있었을 때는 위키백과와 마찬가지로 위키 서비스였다. 위키로의 특징은 위키백과와 마찬가지로 기사를 자유롭게 배포 및 전송할 수 있으며 누구나 편집할 수 있는 구조를 취하고 있었다. 그러나 사설 기업에서 영리적 목적으로 이용된다는 점, 뉴스의 형태를 취하고 있는 점, 편집 또는 문서(기사) 작성을 위해서는 반드시 로그인을 해야 한다는 점에서 차이가 있었다. 2020년 2월 이후에 위키기자 서비스를 종료하면서 위키기자의 작성글을 전부 비공개 처리하면서 위키의 특징은 사라졌다. 
위키기자가 올린 기사들은 크리에이티브 커먼즈 CC-BY-SA 2.0 라이선스를 채택하고 있었으며, 위키트리의 전문 기자들이 올린 기사는 자유 라이선스 기반이 아닌 저작권을 가지고 있는 특징도 있다.

## 같이 보기
- 한국어 위키 목록
- 위키뉴스